# 杜嵐
杜嵐，OME（1914年—2013年3月29日，99歲）原名杜芳銘， 曾用名杜曉霞，陝西米脂紅崖村人，1914年出生於一個農民家庭。1936年，前往澳门濠江中學任教；1947年，成為濠江中學校長；2000年，轉任名譽校長。2013年，杜嵐在澳门病逝。
杜嵐年轻时已經開始參與反帝國主義和反封建主義的活動，亦曾經加入抗戰團體。

## 生平
杜嵐從小受祖母性格的影響，對封建文化感到不滿，因此撕掉裹腳布，進入鄰村桃鎮小學，再轉入縣城女子學校繼續學業；1928年以優異成績跳級考入米脂縣三民二中（今米脂中學），曾經參與反帝反封建宣傳。在愛國運動中，仍為活躍的骨幹分子，中學畢業後，易名“晚霞”，先後進北京平民大學附屬中學、中國大學教育哲學系就讀，同時積極參加「反帝大同盟」和「互濟會」的活動。30年代她和其他八十多人被押送南京憲兵司令部，取保釋放後，到了上海，參加「全國各界抗日救國聯合會」的活動。1936年後到香港，進入新聞學院；往後到澳門立足，於1936年與黃健結為伉儷，次年在澳門濠江中學執教，開始教育生涯。

### 澳門第一面五星紅旗
1949年10月1日中華人民共和國建立，杜嵐帶領濠江中學一眾師生在學校升起澳門第一面五星紅旗。學校的教育事業不斷發展，而學校亦全面實行愛國教育。

### 病逝
2013年3月29日，杜岚因病逝世于澳门镜湖医院
。

## 紀錄片
由偉雄文化傳媒（北京）有限公司等機構聯合攝製的 澳門首部愛國主義教育電影《澳門十月》講述了在一九四九年十月一日中華人民共和國建立的時候，杜嵐帶領全校師生在澳門升起學界第一面五星紅旗的故事，在本片中扮演杜嵐者為著名演員哈斯高娃。

## 榮譽
杜嵐曾任中華教育會理事、理事長，中華教育會名譽顧問，中山同鄉會監事，廣東省政協委員、人民代表，並被澳督選聘為教育委員會委員。时任中華人民共和國主席江澤民題詞「濠江中學，桃李芬芳」，對杜嵐為教育事業的貢獻作出了肯定。濠江中學在當時是澳門學生人數最多、教職人員數最多、規模最大的學校。

### 獎勵勳章
- 1985年，獲澳門總督高斯达頒發的「教育勞績勛章」、「勞績勳章」
- 1995年，澳督韦奇立授予濠江中學「文化功績勳章」
- 澳門回歸後, 獲得澳門特區政府嘉獎，頒授「特區政府勞績勛章」
- 1993年，杜嵐的名字被載入世界名人錄，被英國及美國婦女名人協會吸收為會員，獲國際名人證書兩份

## 家庭
杜嵐是現任濠江中學校長尤端陽的岳母。